# カレッジ・フォーク
カレッジ・フォークとは、60年代後半の日本で小ブームを築いた大学生の5 - 6人編成フォークソンググループ・バンド群により奏でられた、自作またはカバーのフォーク音楽の総称である。

## 解説
当時はビートルズの来日をきっかけに、グループ・サウンズが流行り出していた。ただしグループ・サウンズはロックで、当時ロック＝不良のようなイメージを持たれていた。
一方でこちらカレッジ・フォークをやっていた面々は、家庭環境は裕福なもの達が多かった。
カレッジ・フォークはプロテストソングなどや四畳半フォークなどと違い、メッセージ性が特に無かったのと、大学卒業を期に辞めるものも多く、カレッジ・フォークのブーム自体は小規模に留まったが、アマチュアが曲を自作し自演するというきっかけを作り、自作の上で更にメッセージ性を持った関西フォークの時代へと繋がって行く事になる。